# Скалкотас, Николаос
Николаос Скалкотас (род. 21 сентября 1949) — греческий шахматист, международный мастер (1984).
Чемпион Греции 1982 года.
В составе сборной Греции участник 9-и Олимпиад (1970—1974, 1980—1990) и 9-го командного чемпионата Европы (1989) в Хайфе.

## Изменения рейтинга
| Графики недоступны из-за технических проблем. См. информацию на Фабрикаторе и на mediawiki.org. |